# ウィリアム・ハル
ウィリアム・ハル（英語: William Hull、1753年6月24日 - 1825年11月29日）は、アメリカ合衆国の陸軍軍人、政治家。アメリカ独立戦争に従軍し、ミシガン準州知事を務めた。最終階級は陸軍准将。米英戦争時にデトロイト砦でイギリス軍に降伏したことで知られる。

## 生涯

### 初期の経歴とアメリカ独立戦争
コネチカット植民地ダービーで生まれ、1772年にイェール大学を卒業し、リッチフィールドで法律を学び、1775年に弁護士試験に合格した。
アメリカ独立戦争が始まったとき、地元民兵隊に加入して、直ぐに大尉に昇格し、さらに少佐、中佐と昇進していった。参戦した戦闘としては、ホワイト・プレインズの戦い、トレントンの戦い、プリンストンの戦い、サラトガの戦い、スタンウィックス砦の戦い、モンマスの戦い、ストーニーポイントの戦いがあった。その功績でジョージ・ワシントン将軍や大陸会議に認められた。
ネイサン・ヘイルとは友人であり、ヘイルが危険なスパイ任務に赴くのを止めさせようとしたが、ヘイルはその命を失うことになった。ヘイルの有名な最期の言葉「私はこの国のために失う命が一つしかないことを悔やむだけだ」を世に広めることに大いに貢献した。戦後、マサチューセッツ州ニュートンにあった妻の家族の私有地に移転し、マサチューセッツ州の判事と州議会上院議員を務めた。

### ミシガン準州と米英戦争
1805年3月22日、トーマス・ジェファーソン大統領から、設立されたばかりのミシガン準州知事とインディアン代理人に指名された。この準州はデトロイト周辺とミチリマキナック砦の2つの飛び地以外はほとんど全部インディアンが支配しており、徐々にインディアンの土地を購入して、アメリカ人開拓者のために開放する任務を引き受けた。1807年、オタワ族、チッペワ族、ワイアンドット族、ポタワトミ族インディアンとデトロイト条約の交渉を行い、現在のミシガン州南東部の大半をアメリカ合衆国に割譲させた。このようにアメリカ人開拓者の土地を拡張する動きに対して、特にショーニー族指導者のテカムセやその弟でショーニー族預言者のテンスクワタワが反対するようになり、部族員にアメリカ的生活様式やそれ以上土地を投げ売りすることに抵抗するよう説き勧めていた。
1812年2月までに、アメリカ合衆国は議会で、カナダへの侵略を含めイギリスとの戦争を公然と検討し、作戦を立てるようになっていた。これに反応したイギリスは、アメリカがカナダを攻撃して来た場合に備えて、ミシガンやカナダの地域を守るために、インディアン部族をその防衛部隊に加える動きを始めた。ハルがワシントンD.C.に居るときに、陸軍長官ウィリアム・ユースティスが、ジェームズ・マディソン大統領はハルを新しく北西方面軍を指揮する准将に指名したいと考えていると知らせてきた。この時ハルは60歳近くになっており、郡の新しい任官には興味が無いと伝え、その代わりにキングスベリー大佐が指揮官に選択された。キングスベリーは任務に就く前に病気になり、再度ハルに打診があり、この時はハルも受け入れた。その時受けた命令では、まずオハイオ州に向かい、その州知事が1,200名の民兵隊を立ち上げるようマディソンから指示されており、これにインディアナ州ビンセンズからの第4歩兵連隊が加わることで、北西方面軍の核を形成するというものだった。オハイオからはデトロイトまで軍を移動させ、さらにミシガン準州知事の任務も継続することとされていた。この戦争では、ハルは正しい判断能力のある者として知られていた。

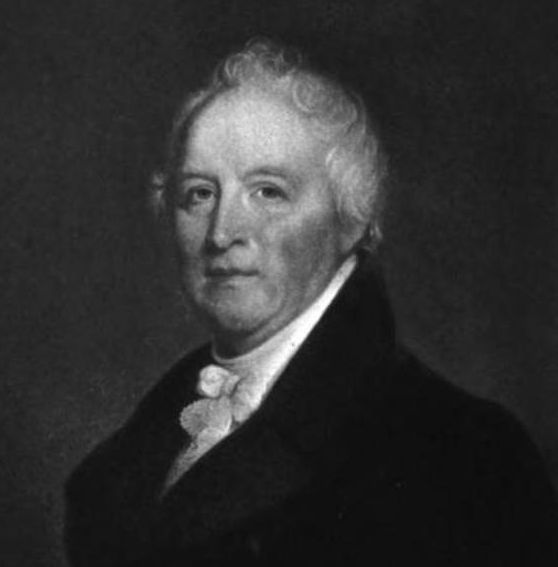
ウィリアム・ハル将軍（レンブラント・ピール画）

#### デトロイトへの移動
ハルは1812年5月10日にオハイオ州シンシナティに到着し、デイトンで民兵隊の指揮を執った。この民兵隊は3個連隊で構成され、それぞれの連隊長にダンカン・マッカーサー、ルイス・カス、ジェイムズ・フィンドレー各大佐を選んでいた。この部隊はマイアミ郡ストーントンに進み、続いてアーバナまで行って第4歩兵連隊の300名と合流した。民兵隊の兵士は装備が貧弱であり、軍隊の強い規律を嫌がったので、ハルは行軍の残りで何度か命令不服従に遭遇したときに歩兵連隊に頼ることになった。6月終わりまでに軍隊はモーミー川の早瀬まで到着し、そこでハルは後に振り返ることになる最初の誤りを犯した。
イギリスに対する宣戦布告は1812年6月18日に発せられ、同日に陸軍長官のユースティスはハル将軍宛てに手紙を2通発送した。その1通は特務伝令によって運ばれ、6月24日に配達されたが、宣戦布告について触れていなかった。もう1通に宣戦布告について触れ、普通郵便で送られ、届いたのは7月2日になってからだった。その結果、モーミー川に着いた時には開戦を知らず、軍隊は航行可能な水域に来ていたので、軍に先立ってスクーナーのカユホガ・パケットに多くの傷病兵、物資、さらに公式文書を載せてデトロイトに向かわせた。デトロイト川沿いのイギリス軍アマーストバーグ砦の指揮官は2日早く開戦の報せを受け取っており、この船が通り過ぎようとしたのを捕獲した。その積荷にはアマーストバーグ砦に対する攻撃の文書と作戦の全てが含まれていた。

#### カナダ侵略
少なくとも、ハルはアメリカ合衆国連邦政府による開戦準備不足と情報伝達不足の被害者だった。知事を務めているときに、デトロイト、マキナック砦、ディアボーン砦の防御力不足を補うために、エリー湖に海軍艦隊を構築するよう繰り返し要請したが、北東部の指揮官ヘンリー・ディアボーンから無視されていた。ハルは1812年7月12日にカナダ侵略を開始したが、イギリス軍がマキナック砦を奪取したという知らせを聞くと即座にデトロイト川のアメリカ側に引き返した。別の方向からは友好的でないインディアンの部隊が攻撃を掛けてくる恐れがあった。

#### デトロイトの降伏
イギリス軍は、インディアン戦士が砦の周りでできる限りの騒音をまき散らすなど策略を用いたため、ハルは敵軍の方が優勢だと思い込み、1812年8月16日、イギリス軍のアイザック・ブロック将軍にデトロイト砦もろとも降伏した。この事件に対する証言は様々に異なっている。副官のルイス・カス大佐は降伏の責任が全てハルにあるとし、後には準州知事の職も継いだ。ハルは軍法会議に掛けられた。ヘンリー・ディアボーンが宰領したその軍法会議では、ハルの部下で後にオハイオ州知事とアイオワ準州知事を歴任したロバート・ルーカスがハルに不利な証言をした。ハルは銃殺刑を宣告されたが、裁判所からの寛大な措置の推薦に基づきジェームズ・マディソン大統領によって減刑された。

### その後の人生
ハルは余生を妻のサラ・フラーと共にマサチューセッツ州ニュートンで暮らし、自身の汚名をそそぐために2冊の書を著した。後の歴史家達の中には、ハルがこの不名誉な失敗の不当なスケープゴートにされたということに同意する者がいる。1824年に出版されたハルの『覚書』によって世論を幾らかハルを持ち上げる側に変え、1825年5月30日にはボストンでディナーに招待される栄誉に浴した。同年6月、ラファイエット侯爵がハルのもとを訪ね、「我々二人は傲慢な物言いと非難を味わったが、我々の汚名は雪がれた。敵を許し、全ての人類と共にキリスト教徒の愛と平和の裡に死のう」と宣言した。ハルはその数か月後の1825年11月29日に、ニュートンの自宅で死去した。
ハルの息子エイブラハムは米英戦争のときに陸軍大尉であり、ランディーズ・レーンの戦い（1814年7月）で戦死した。その遺骸はオンタリオ州ナイアガラフォールズのドラモンドヒル墓地に埋葬された。そこに埋葬されている唯一のアメリカ軍士官である。
ハルの甥には後にアメリカ海軍でUSSコンスティチューション艦長として活躍し、代将になったアイザック・ハルがいた。アイザックの父がウィリアム・ハルの兄弟であるジョセフであり、アイザックがまだ若いうちにジョセフが亡くなった後に、ハルがアイザックを養子にした。

## 関連図書
- Campbell, Maria Hull (1847), Revolutionary Services and Civil Life of General William Hull, New York: D. Appleton & Co.
- Forbes, James G. (1814), Report of the Trial of Brig. General William Hull, Commanding the North-Western Army of the United States, New York: Eastburn, Kirk, OCLC 4781638 (digital version contains both this document and Hull's Memoirs; the report of the trial begins at p. 240)
- Hull, William (1814), Defence of Brigadier General W. Hull: Delivered Before the General Court Martial, Boston: Wells & Lilly, OCLC 2738191
- Hull, William (1824), Memoirs of the Campaign of the North Western army of the United States, A.D. 1812, Boston: True & Greene, OCLC 11571681 (digital version contains both this document and Forbes' Report of the trial)
- Paine, Ralph D. (1920), The Fight for a Free Sea: A Chronicle of the War of 1812, The Chronicles of America Series, 17, Project Gutenberg

| 公職 | 公職                                          | 公職                              |
| ---- | --------------------------------------------- | --------------------------------- |
| 新設 | ミシガン準州知事 1805年3月22日–1813年10月29日 | 次代 ルイス・カス                 |
| 軍職 |                                               |                                   |
| 新設 | 北西方面軍司令官 1812年5月–1812年8月          | 次代 ジェイムズ・ウィンチェスター |